# Harstad
Harstad [Haštá] je druhé největší město a samosprávná obec v severonorském kraji Troms. Zároveň se jedná o třetí největší město v Severním Norsku.
Vzniklo v roce 1904 oddělením od obce Trondenes. Město leží přibližně 1 000 km severně od hlavního norského města Oslo a 250 km severně od severního polárního kruhu, žije zde asi 25 000 obyvatel.
Dne 1. srpna 1992 vyhořelo centrum města.
Harstad leží na největším norském ostrově Hinnøya (nepočítáme-li Špicberky) v souostroví Vesterály.

## Doprava
Lodí – pobřežním expresem Hurtigruten.
Autem po E10 z města Narvik přes Tjeldsundský most (Tjeldsundbrua).
Letadlem na letiště Evenes (Harstad / Narvik), které je od Harstadu vzdáleno 45 km a spojeno s městem letištním autobusem.

## Turistické atrakce
Kostel Trondarnes kirke.
Adolfovo dělo (Adolfkanonen) z druhé světové války. Přístupné jen s průvodcem od poloviny června do poloviny srpna. Dělo leží uvnitř vojenské základny Trondenes.
Historické muzeum v Trondenes (Trondenesk historisk senter)
Mezi zdejší známé obyvatele patří Jon Lech Johansen.
Půlnoční slunce lze zde spatřit mezi 22. květnem a 18. červencem. Polární noc zde trvá od 30. listopadu do 12. ledna.

## Partnerská města
- Helsingør, Dánsko
- Kirovsk, Rusko
- Umeå, Švédsko
- Vaasa, Finsko